# Na vrších (Podorlická pahorkatina)
Na vrších je vrchol v České republice ležící v Podorlické pahorkatině.

## Název
Vrchol se v minulosti na mapách uváděl pod názvem Na vrchách. Tento název byl použit ještě na státní mapě z roku 1975.

## Poloha
Vrch se nachází severně od Pavlišova asi dva kilometry jižně od Hronova a čtyři kilometry severně od Náchoda. Je součástí výrazného hřebenu Červenokostelecké pahorkatiny táhnoucího se severojižním směrem mezi oběma výše zmíněnými městy. V jeho rámci se asi v polovině jeho délky nachází krátký příčný hřebínek tvořený trojicí nevýrazných vrcholů, jejichž nadmořská výška lehce přesahuje 500 metrů. Zatímco oba západněji položené jsou bezejmenné, nejvýchodnější, jehož východní svah prudce a se značným převýšením spadá do údolí řeky Metuje, nese název Na vrších.

## Vodstvo
Vrch spadá do povodí řeky Metuje, která protéká pod jeho východním svahem. Její pravý přítok Radechovka pramení v jihozápadním svahu vrchu.

## Vegetace
Vrcholovou partii vrchu, jakož i celého hřebínku, pokrývá pole. Zalesněn je prudký východní svah. Díky absenci vyššího porostu je z vrcholu dobrý kruhový rozhled.

## Stavby a komunikace
Nedalekým sedlem západně od vrcholu prochází silnice Náchod – Pavlišov – Hronov sledovaná červeně značenou Jiráskovou cestou, ze které zde západním směrem odbočuje polní cesta obsluhující vrcholové partie obou západněji položených bezejmenných vrchů. V prostoru křižovatky stojí dvojice těžkých objektů vybudovaných v rámci výstavby československého opevnění proti nacistickému Německu před druhou světovou válkou. U obou objektů byla jako krycí název použita odvozenina názvu nedalekého vrcholu:
- N-S 93a Vrcha 1
- N-S 93b Vrcha 2